# Кудиново (присілок, сільське поселення «Село Кудиново»)
Кудиново (рос. Кудиново) — присілок в Малоярославецькому районі Калузької області Російської Федерації.
Населення становить 127 осіб. Входить до складу муніципального утворення Село Кудиново.

## Історія
Від 2004 року входить до складу муніципального утворення Село Кудиново.

## Населення
1. Н/Д[2]